# ノウァティアヌス (対立教皇)
ノウァティアヌス（Novatianus, ? - 258年）は、コルネリウス・ルキウス・ステファヌス1世・シクストゥス2世の4代にわたっての対立教皇である（在位：251年 - 258年）。

## 生涯
ノウァティアヌス派の創始者で、改宗キリスト教徒であった。著書にラテン語による『三位一体論』がある。この『三位一体論』はローマで書かれた最初の本格的神学書であり、神学史上重要な作品である。
ローマの教会は211年から249年の間、迫害もなく比較的平穏な時代を送っていた。ところが250年、デキウス帝の迫害が勃発する。この迫害で司教ファビアヌスが殉教する。その司教不在の状態の時に、カルタゴの司教キプリアヌスから「背教者」の処置に関する手紙がローマ教会に届く。この手紙に対して「ローマに在住する司祭と助祭たち」の名において返書を書いたのがノウァティアヌスであった。この返書でノウァティアヌスはキプリアヌスの見解に基本的に賛同している。ただし、「臨終の際を除いて、悔悛の情を十分示した者には、教会との和解が確実に与えられる」という問題に関しては、教会会議を開き、司教を選出してから最終決定を下すとした。
この時、ノウァティアヌスは自分が司教に就くことを希望していたが、251年3月にコルネリウスが司教に選出される。すると、ノウァティアヌスは背教者にはいかなる和解も是認されるべきではないとする非情に厳格な立場を主張してコルネリウスと対立した。そして自ら対立司教としてノウァティアヌス派を形成することになった。この分派形成は教理上の見解の相違ではなく、人間性の相違から生じたものと思われる。彼に同調する人々はかなり多く、スペインからシリアにまで拡大し、数世紀にわたって存続した。
258年頃にローマ皇帝のウァレリアヌスの迫害を受けて彼は殉教したと伝えられる。
当時、ローマ皇帝の迫害に屈して信仰を捨てたラプス（いわゆる離教者）の復帰を認めない強硬派だったことからノウァティアヌスに対する反感は根強く、生前にはローマ教会会議で正統性を否定された。死後67年たった325年に開かれた第1ニカイア公会議でもその正統性を否定されている。